# Kubergandella
Kubergandella es un género de foraminífero bentónico de la subfamilia Pseudoschwagerinae, de la familia Schwagerinidae, de la superfamilia Fusulinoidea, del suborden Fusulinina y del orden Fusulinida. Su especie tipo era Occidentoschwagerina sarykolensis. Su rango cronoestratigráfico abarcaba el Kubergandiense o Roadiense (Pérmico medio).

## Discusión
Clasificaciones más recientes incluirían Kubergandella en la superfamilia Schwagerinoidea, y en la subclase Fusulinana de la clase Fusulinata.

## Clasificación
Kubergandella incluye a las siguientes especies:
- Kubergandella insolita †
- Kubergandella sarykolensis †